# Casa Concha
La Casa Concha es una casona colonial ubicada en la ciudad del Cusco, Perú. Se atribuye su nombre a alguno de sus propietarios ya sea dueño Martín de la Concha y Jara, gobernador e intendente del Cusco hacia 1812 o sus descendiente Martín Concha y Cámara o, incluso, José Santiago Concha y Salvatierra, marqués de Casa Concha.
Desde 1972 el inmueble forma parte de la Zona Monumental del Cusco declarada como Monumento Histórico del Perú. Asimismo, en 1983 al ser parte del casco histórico de la ciudad del Cusco, forma parte de la zona central declarada por la UNESCO como Patrimonio Cultural de la Humanidad.

## Historia
La casona corresponde al solar que durante el incanato fue conocido como Puka Marka donde se encontraba el Palacio de Túpac Inca Yupanqui, hijo de Pachacutec. Luego de la fundación española de la ciudad, la casa tuvo sucesivas ocupaciones. Uno de los primeros dueños del inmueble fue Diego de Santiago. En 1533, el solar pasó a manos del General Pedro Alonzo Hinojosa, tras su muerte sus herederos lo vendieron a Pedro Alonso Carrasco en 1600. El solar fue luego adquirido por Diego López de Barrionuevo. Posteriormente perteneció a Manuel Placido Berriozábal. En 1710 se construyó la actual casona, dotándola de pintura mural tallados en madera, la portada de piedra y los balcones de estilo barroco. En el siglo XVII, poseía la casa Don José de Santiago Concha y Salvatierra: oidor de la Audiencia de Lima, Presidente Interino de la Audiencia de Chile y Superintendente General de las minas de Huancavelica; a quien Felipe V, el 8 de junio de 1778, le concedió el título de Marqués de Casa Concha, sucediéndole en el título su nieto Don José de Santiago Concha y Traslaviña.
Alojó durante muchos años a la Comisaría del Cusco. El año 2001 el presidente Valentín Paniagua, entregó la casa a la Universidad Nacional de San Antonio Abad del Cusco, para ser puesta al servicio de la cultura. Actualmente y desde 2011 es local del Museo Machu Picchu.

## Arquitectura
La casa fue construida sobre muros incas en los que se abrieron puertas de trecho en trecho durante la colonia. 
Exteriormente exhibe un paramento lítico conformante de la cancha inkc, que ha sido fracturado para posibilitar vanos de puerta En el siglo XVII se abrió la puerta principal sobre la que estableció una puerta monolítica con figuras talladas cóncavas. Sobre dicha portada se construyó un balcón corrido de siete intercolumnios con un tallado barroco. El patio interior tiene arcos en tres de sus lados.. 
El ingreso principal, constituido por una portada labrada, nos lleva a través de un zaguán que tiene un arco de piedra al patio principal que se encuentra rodeado por 03 galerías líticas de arcos dobles. En la crujía suroeste apreciamos un corredor en voladizo sustentado sobre ménsulas en el segundo nivel; también, dos arcos de piedra uno de mampostería y otro labrado que dan acceso al segundo y tercer patio respectivamente, un vano de puerta a lo que fue la capilla de la casa (de planta rectangular, muy alargada y con una bóveda vaída a la altura del presbiterio).
Al segundo patio se accede a través de un chiflón con arcos de medio punto en piedra y que tiene en su inicio una puerta de madera torneada tipo cancela. Este patio sufrió modificaciones sustanciales y pérdida de dos de sus crujías en su totalidad (noroeste, suroeste), de las que quedan evidencias. La caja de escaleras, ubicada en la crujía sureste del primer patio, es de "de cajón" de ida y vuelta. La estructura de las cubiertas es en el sistema de par y nudillo; además, la casa cuenta en varios lugares con pintura mural y en el salón principal: El artesonado y dos chimeneas grandes de piedra tallada embutidas en los muros de adobe.

#### Libros y publicaciones
- Angles Vargas, Víctor (1983). Historia del Cusco Cusco Colonial Tomo II Libro Segundo. Lima: Industrialgrafica S.A.
- Kubler, George (1953). «Cuzco Reconstrucción de la ciudad y restauración de sus monumentos Informe de la misión enviada por la Unesco en 1951». UNESCO. Consultado el 26 de agosto de 2019.

#### En línea
- Apaza Escalante, Celia Adriana (2 de agosto de 2017). «El Museo Casa Concha. Una joya histórica al servicio de la cultura». Reporte Obligado. UNSAAC. Consultado el 14 de septiembre de 2019.

- Datos: Q42833930
- Multimedia: Casa Concha / Q42833930